# Silvia Nußbaumer
Silvia Nußbaumer (* 29. Mai 1958 in Egg als Silvia Oberhauser) ist eine ehemalige österreichische Triathletin und Duathletin. Sie ist Duathlon-Weltmeisterin (1990) und mehrfache Triathlon-Staatsmeisterin (1992, 1994).

## Werdegang
Die gebürtige Vorarlbergerin heiratete 1978 Pius Nußbaumer und sie begann 1986 mit Duathlon und Triathlon.

### Weltmeisterin Duathlon Langdistanz 1990
Sie startete acht Mal beim Powerman in Zofingen und konnte hier 1990 gewinnen.
1990 startete sie auch beim Ironman Hawaii (Ironman World Championships).
1992 wurde sie am Neusiedler See Staatsmeisterin auf der Triathlon-Langdistanz und 1994 auch Staatsmeisterin auf der Mitteldistanz.
1997 wurde sie in Litauen Vizeweltmeisterin beim Double-Ironman (7,2 km Schwimmen, 360 km Radfahren und 84 km Laufen) und 1998 startete sie beim Triple-Ironman in Grenoble, wo sie den zweiten Rang belegte.
2003 startete die 45-Jährige in ihrer Heimatstadt Bregenz beim Marathon der 3 Länder am Bodensee und sie konnte ihre Altersklasse gewinnen.
Silvia Nußbaumer lebt heute mit ihrem Mann und Sohn in Bregenz.

## Sportliche Erfolge
| Datum/Jahr    | Rang | Wettbewerb                                       | Austragungsort | Zeit | Bemerkung                      |
| ------------- | ---- | ------------------------------------------------ | -------------- | ---- | ------------------------------ |
| 1994          | 1    | ÖTRV Staatsmeisterschaft Triathlon Mitteldistanz | Ottensheim     |      |                                |
| 28. Aug. 1993 | 2    | Trans Vorarlberg Triathlon                       | Bregenz        |      | Zweite hinter Jasmine Hämmerle |
| 1989          | 1    | Kirchbichl-Triathlon                             | Kirchbichl     |      |                                |
| 1988          | 1    | Kirchbichl-Triathlon                             | Kirchbichl     |      |                                |

| Datum/Jahr    | Rang | Wettbewerb                                     | Austragungsort | Zeit     | Bemerkung |
| ------------- | ---- | ---------------------------------------------- | -------------- | -------- | --- |
| Juni 1998     | 2    | Dreifach-Ironman                               | Grenoble       | 45:16:34 | Zweite beim Triple Ultratriathlon am 26., 27. und 28. Juni 1998 (11,4 km Schwimmen, 540 km Radfahren und 126,6 km Laufen) – hinter der Deutschen Astrid Benöhr |
| 10. Juli 1994 | 6    | Ironman Europe                                 | Roth           | 09:32:28 | |
| 1993          | 7    | Embrunman                                      | Embrun         |          | [ 2 ] |
| 1992          | 1    | ÖTRV Staatsmeisterschaft Triathlon Langdistanz | Podersdorf     |          | Der Austria-Triathlon konnte witterungsbedingt nur als Duathlon ausgetragen werden.                                                                            |
| 1990          |      | Ironman Hawaii                                 | Hawaii         | 11:15:44 | [ 3 ] |
| 14. Juli 1990 | 7    | Ironman Europe                                 | Roth           | 10:01:56 | [ 4 ] |
| 24. Juni 1989 |      | Ironman Europe                                 | Roth           |          | |

| Datum/Jahr | Rang | Wettbewerb        | Austragungsort | Zeit     | Bemerkung                                                                       |
| ---------- | ---- | ----------------- | -------------- | -------- | ------------------------------------------------------------------------------- |
| 1990       | 1    | Powerman Zofingen | Zofingen       | 07:13:13 | Der „Powerman“ in Zofingen zählt im Duathlon als Langdistanz-Weltmeisterschaft. |

| Datum/Jahr | Rang | Wettbewerb                        | Austragungsort | Zeit     | Bemerkung                     |
| ---------- | ---- | --------------------------------- | -------------- | -------- | ----------------------------- |
| 2003       |      | Marathon der 3 Länder am Bodensee | Bregenz        | 03:13:40 | Siegerin der Altersklasse W45 |
| 1993       | 1    | Bienwald-Marathon                 | Kandel         | 02:52:10 |                               |

(DNF – Did Not Finish)